# Ribnjak (żupania osijecko-barańska)
Ribnjak – wieś w Chorwacji, w żupanii osijecko-barańskiej, w mieście Našice. W 2011 roku liczyła 51 mieszkańców.